# Augustus Maxwell
Augustus Emmett Maxwell (* 21. September 1820 in Elberton, Elbert County, Georgia; † 5. Mai 1903 in Chipley, Florida) war ein US-amerikanischer Jurist und Politiker. Er vertrat als Abgeordneter den Bundesstaat Florida im US-Kongress und als Senator im Konföderiertenkongress.

## Werdegang
Augustus Maxwell graduierte 1841 an der University of Virginia in Charlottesville, wo er seinen Bachelor of Laws machte. Danach wurde er 1843 in der Anwaltskammer von Alabama zugelassen. Nachdem er einige Zeit als Anwalt in Eutaw (Alabama) praktiziert hatte, zog er 1845 nach Tallahassee in Florida. Im selben Jahr wurde Florida ein US-Bundesstaat.

## Politische Laufbahn
Maxwell war in den Jahren 1846 und 1847 Attorney General von Florida und 1847 Abgeordneter von Repräsentantenhaus von Florida. Ferner hatte er von 1848 bis 1849 als Nachfolger von James T. Archer das Amt des Secretary of State von Florida inne. Zwischen 1849 und 1850 gehörte er dem Senat von Florida an. Als Demokrat vertrat Maxwell Florida als Nachfolger von Edward Carrington Cabell von 1853 bis 1857 im Repräsentantenhaus der Vereinigten Staaten.
Nachdem sich Florida von den Vereinigten Staaten abgespalten hatte, um sich den Konföderierte Staaten von Amerika anzuschließen, sowie während des Amerikanischen Bürgerkriegs, diente Maxwell im ersten und zweiten konföderierten Kongress. Maxwell und Jackson Morton waren die einzigen Personen, die zu ihren Lebzeiten Florida in beiden Häusern, dem US-Kongress und dem Konföderiertenkongress, vertreten haben.
Nach dem Krieg wurde Maxwell 1865 als Richter an den Supreme Court of Florida berufen, gab das Amt aber bereits ein Jahr später wieder auf. Er kehrte jedoch später wieder zurück und diente dort von 1887 bis 1891.
Augustus Maxwell verstarb am 5. Mai 1903 in Chipley. Er wurde in Pensacola beigesetzt.

## Familie
Maxwells Enkel Emmett Wilson vertrat Florida ebenfalls im US-Repräsentantenhaus. Sein Schwiegervater Walker Anderson und sein Sohn Evelyn C. Maxwell dienten beide an Floridas Supreme Court.